# 杜琼真
杜貴妃（10世纪？—1046年），名琼真，宋真宗赵恒的妃嫔，生升国大长公主（昭怀帝姬）。
杜琼真是宋真宗祖母昭憲太后的侄女，但生父无从考证。她在赵恒登基前，成为他的妾室。丈夫在997年登基，是为宋真宗。真宗当政时，对使用销金工艺制作服饰的管制甚严。真宗东封回宫，杜琼真仍穿着此类服饰迎驾。真宗见到后，大怒，下令杜琼真出家为女道士。于是，天下无敢犯禁者。杜琼真在洞真宫入道，为法正都监，号悟真大师。杜琼真入道后，欲与诸公主同例。大中祥符二年（1009年）八月，宋真宗下诏，洞真宫及诸公主宅自今所须之物，任便市易，命令由专门为宫廷采购货物的杂买务供应。1010年后，杜琼真生下女儿七公主，即升国大长公主。女儿亦在幼年入道，后早逝。
明道二年（1033年）十一月，新皇帝宋仁宗追封早逝的妹妹七公主为卫国长公主。同时，又尊封前庶母杜琼真为正三品婕妤，宝元元年十一月进正二品嫔之一的充媛，庆历元年十二月进充容，四年进婉仪，寻为正一品贤妃。庆历六年八月，杜贤妃薨，追赠贵妃。